# Margje Teeuwen
Margje Josepha Teeuwen, nach Heirat Margje Josepha Stenders (* 21. Mai 1974 in Eindhoven), ist eine ehemalige niederländische Hockeyspielerin. Sie gewann mit der niederländischen Nationalmannschaft zwei olympische Bronzemedaillen und war zweimal Europameisterin.

## Sportliche Karriere
Margje Teeuwen begann ihre internationale Karriere 1994. Bei der Weltmeisterschaft 1994 in Dublin unterlagen die Niederländerinnen in der Vorrunde der deutschen Mannschaft und dem Team aus den Vereinigten Staaten. Insgesamt belegten sie den sechsten Platz. Im Jahr darauf waren die Niederlande in Amstelveen Gastgeber der Europameisterschaft 1995. In der Vorrunde gelangen den niederländischen Damen fünf Siege in fünf Spielen bei einem Torverhältnis von 24:0. Nach einem 2:1-Halbfinalsieg über die Deutschen bezwangen sie im Finale die spanische Mannschaft erst im Siebenmeterschießen.
1996 nahm Mijntje Donners erstmals an Olympischen Spielen teil. Beim olympischen Hockeyturnier in Atlanta belegten die Niederländerinnen nach der Vorrunde den vierten Platz hinter der punktgleichen britischen Mannschaft. Im Spiel um Bronze zwischen diesen beiden Teams siegten die Niederländerinnen im Siebenmeterschießen.
1998 fand die Weltmeisterschaft in Utrecht statt. Die Niederländerinnen belegten in der Vorrunde dank des besseren Torverhältnisses den ersten Platz vor den Argentinierinnen. Nach einem 6:1-Halbfinalsieg über die deutsche Mannschaft trafen die Niederländerinnen auf die australische Mannschaft. Die Australierinnen gewannen mit 3:2. Im Jahr darauf war Köln Austragungsort der Europameisterschaft 1999. Die Niederländerinnen gewannen ihre Vorrundengruppe und bezwangen im Halbfinale das englische Team nach Verlängerung. Im Finale siegten die Niederländerinnen mit 2:1 gegen die Deutschen. Bei den Olympischen Spielen 2000 in Sydney belegten die Niederlande in der Vorrunde den dritten Platz und erreichten damit die Hauptrunde. Mit einem Sieg und zwei Niederlagen platzierten sich die Niederländerinnen in der Hauptrunde auf dem vierten Platz und spielten gegen die Spanierinnen um Bronze. Dieses Spiel gewannen sie mit 2:0. Ihren einzigen Treffer bei Olympischen Spielen erzielte Teeuwen bei der 1:2-Vorrundenniederlage gegen die Chinesinnen.
Margje Teeuwen trat in 145 Länderspielen für die Niederlande an. Sie war mit dem DJ Rob Stenders verheiratet und moderierte auch eigene Programme auf dessen Sender.